# نزار بن ناجي
نزار بن ناجي (من مواليد 27 جوان 1981) هو سياسي تونسي ووزير سابق لتكنولوجيات الاتصال، شغل هذا المنصب من سنة 2021 إلى سنة 2024. وهو مهندس تونسي في علوم الإعلامية، وحاصل على شهادة دكتوراه في تكنولوجيات المعلومات والاتصال. تم تعيين الدكتور نزار بن ناجي على رأس وزارة تكنولوجيات الاتصال في تونس بتاريخ 2 اوت 2021، ثم تم تأكيده في هذا المنصب لاحقًا في 11 أكتوبر 2021، كعضو في الحكومة التي ترأستها رئيسة الحكومة نجلاء بودن، ثم واصل مهامه في حكومة رئيس الحكومة أحمد الحشّاني.

## السيرة الأكاديمية
تحصل نزار بن ناجي على شهادة الهندسة في علوم الإعلامية من المدرسة الوطنية لعلوم الإعلامية بتونس سنة 2005 وعلى شهادة الماجيستير سنة 2008 ثم الدكتوراه في تكنولوجيات الاتصالات والمعلومات من المدرسة العليا للمواصلات بتونس سنة 2012. قام أيضا ببحوث علمية ما بعد الدكتوراه بجامعة ماساتشوستس بالولايات المتحدة الأمريكية سنة 2015، وذلك في إطار برنامج فولبرايت.

## المسيرة المهنية
اشتغل نزار بن ناجي في بداية مسيرته المهنية كمهندس في مجال التشفير والبنية التحتية للمفاتيح العمومية (PKI)، ثم تولى لاحقًا منصب رئيس وحدة تنمية المشاريع وخدمات الثقة الرقمية بالوكالة الوطنية للمصادقة الإلكترونية بتونس (TunTrust)، وذلك خلال الفترة الممتدة من سنة 2005 إلى 2013. كما كان عضوًا في عدة لجان قيادة وفرق عمل مكلفة بتنفيذ مشاريع وطنية في مجال الخدمات الرقمية والحكومة الإلكترونية. انضم إلى جامعة قرطاج في سنة 2013 كمدرّس وباحث، أولًا بكلية العلوم ببنزرت (FSB)، ثم بالمدرسة العليا للمواصلات بتونس (SupCom). شارك نزار بن ناجي بصفة نشطة كخبير في تكنولوجيا المعلومات والاتصال على المستوى الدولي مع عدد من المنظمات، على غرار الاتحاد الدولي للاتصالات (ITU) ومنظمة الكومنولث للاتصالات (CTO) والمنظمة العربية لتكنولوجيات الاتصال والمعلومات (AICTO) وذلك من خلال تقديمه لندوات وإنجازه لمشاريع في ميادين متعددة، وخاصة في مجالي الأمن السيبرني ومكافحة الجرائم الالكترونية. ونظرًا لما يتمتع به من رؤية استراتيجية وخبرة عملية في تنفيذ المشاريع الاستراتيجية في مجال تكنولوجيات المعلومات والاتصال، تم تعيين الدكتور نزار بن ناجي وزيرًا لتكنولوجيات الاتصال، وهو المنصب الذي شغله لأكثر من ثلاث سنوات.